# Henry Ndifor Abi Enonchong
Henry Ndifor Abi Enonchong, né le 22 mars 1934 à Besongabang et mort le 26 juin 2008 à Douala, est un avocat camerounais.  

## Biographie

### Naissance et famille
Dr Henry Ndifor Abi Enonchong naît le 22 mars 1934 à Besongabang, dans le département de la Manyu, dans la région du Sud-Ouest du Cameroun, alors sous mandat britannique. Il est le descendant direct du chef Abane, qui serait le fondateur de la chefferie de Besongabang.

### Carrière
Henry Ndifor Abi Enonchong crée l'Association fédérale du barreau camerounais (AFBC) et son successeur, l'Association du barreau camerounais (ABC). Il écrit également des livres et des articles sur le droit, notamment The Cameroon Constitutional Law : Federalism in a Mixed Common Law and Civil Law System, publié en 1967 à Yaoundé, et The Cameroon Federal Capital, publié en 1972 par Toronto University Press.
En 1974, il fonde Enonchong Memorial College, Besongabang, un établissement d'enseignement secondaire commercial destiné à l'éducation des enfants défavorisés.
Il est également à l'origine du projet rizicole intégré Tonkorong-Manyu Upland dans le département de la Manyu, connu sous le nom de « plan riz ».
En 1997, il est élu à l'unanimité président de la Mamfe Central Chiefs Conference.

### Mort
Henry Ndifor Abi Enonchong meurt le 26 juin 2008 à Douala d'un arrêt cardiaque.

## Vie privée
Henry Ndifor Abi Enonchong épouse Nancy J. Hartwell, une Américaine originaire de Floride, dans ce qui est rapporté comme le premier mariage mixte dans l'État du Maryland après l'abrogation de la loi anti-miscegenation vieille de 306 ans en juin 1967. Il est le père de l'entrepreneuse Rebecca Enonchong.